# John Koch (angliciste)
Pour les articles homonymes, voir John Koch.
Johannes August Hermann « John » Koch (né le 22 décembre 1850 à Ohra près de Dantzig, province de Prusse et mort le 28 septembre 1934 à Berlin) est un chercheur littéraire allemand. Il est l'un des chercheurs les plus importants sur la littérature du Moyen Âge anglais, en particulier sur les œuvres de Geoffrey Chaucer.

## Biographie
Koch étudie à l'école du château de Königsberg (de). Après avoir obtenu son diplôme d'études secondaires en 1869, il étudie les langues romanes et l'anglais à l'Université de Königsberg. En 1869, il devient membre du Corps Baltia Königsberg (de). Il interrompt ses études pour se porter volontaire pendant la Première Guerre mondiale. Le régiment d'artillerie de campagne de Prusse-Orientale participe à la guerre franco-prussienne. En 1874, il réussit l'examen d'État philologique de philologie allemande et moderne. En 1875, il obtient son doctorat à Königsberg.
Il commence à enseigner dans la région de Königsberg et effectue plusieurs voyages au Royaume-Uni, en France et en Italie. En 1878, il se marie avec Thomasine Pôle, avec qui il a trois filles. Un an plus tard, il rejoint le lycée de Dorotheenstadt, où il reste 32 ans. Koch décède des suites d'une longue maladie à l'âge de 84 ans.
Malgré son travail d'enseignant, Koch trouve du temps pour des travaux universitaires en philologie romane et anglaise, en littérature comparée et en éducation. Koch devient une autorité mondialement reconnue, en particulier dans l'étude de l'auteur anglais de la fin du Moyen Âge Geoffrey Chaucer. Entre 1879 et 1934, Koch examine plus de 70 publications sur les recherches de Chaucer. Il écrit plusieurs dizaines d'articles spécialisés sur les questions de sources et la situation des manuscrits. Ses éditions textuelles critiques des Contes de Canterbury et son édition textuelle de la Poésie mineure de Chaucer sont particulièrement importantes.
À l'occasion de sa retraite en octobre 1911, Koch reçoit l'ordre de l'Aigle rouge de 4e classe.

## Étudiant du Corps

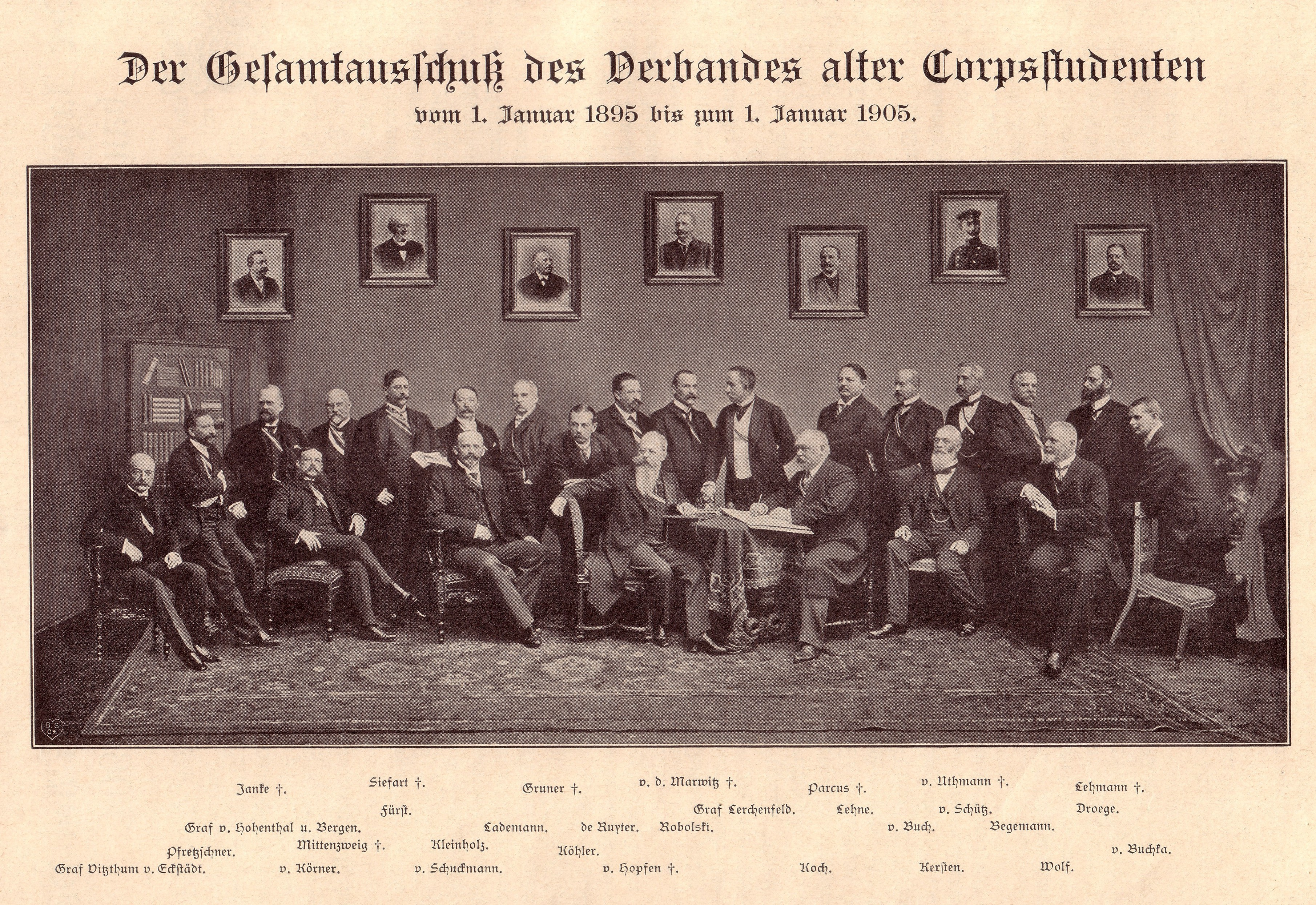
Koch au comité général du VAC 1895-1905

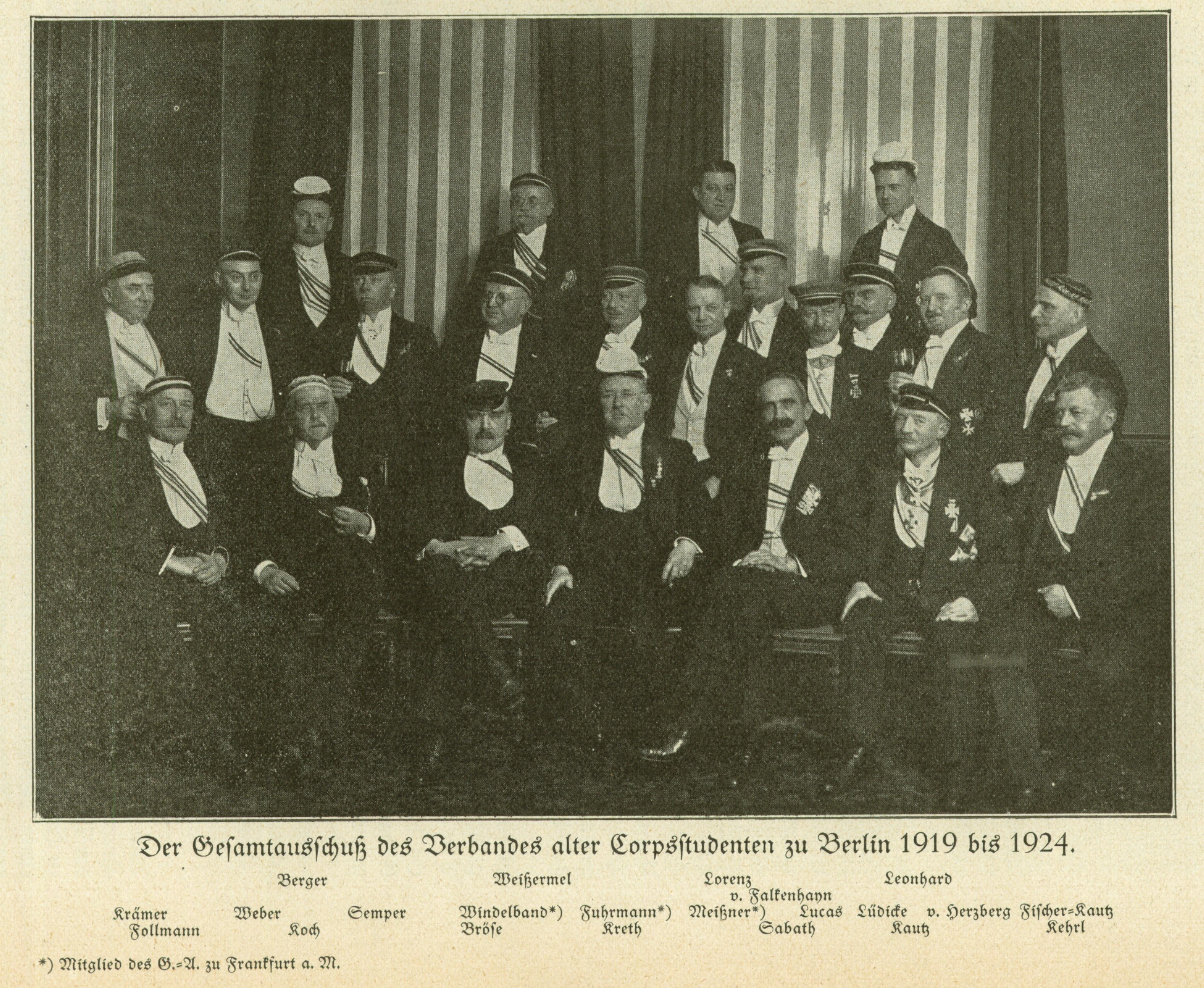
Koch au comité général du VAC 1919-1924

Son corps parent, Baltia Königsberg (de), décerne à l'unanimité à Koch le titre de membre honoraire en 1921. Il reçoit le ruban du corps de Guestphalia Berlin en 1929 et le ruban en 1932. Avant et après la Première Guerre mondiale, il est impliqué pendant des décennies dans l'Association des anciens étudiants de corps (de) (VAC). Il écrit plus d'une centaine d'articles pour l'Academische Monatshefte et la Deutsche Corpszeitung. De 1893 à 1905, il publie le cBerliner Adreßbuch Alter Kösener Corpsstudenten. Le « livre de recettes » parcoure le vaste monde étudiant du corps de Berlin et de ses environs et est connu de tous les étudiants du corps. En 1933, il paraît dans sa 16e édition. Lorsque les Feuilles de mémoire sont achetées par la VAC en 1925, Koch les soumet à son premier examen critique.
Contributions les plus importantes
Corpsstudenten als Schriftsteller
Zum Andenken an die 1870/71 als Kriegsfreiwillige gefallenen Corpsstudenten
Die Freiwilligen Jäger von 1813
Die Corps und die Wissenschaft
Die Corps und die Politik
Der Kösener Verband im Weltkriege (1921)
Corpsstudentische Kriegszeitungen und Kriegsberichte
Beiträge zur Förderung des Corpswesens
Die Geschichte  des Corps Baltia (1906)
Baltia im Weltkrieg (1921)
Zur Geschichte der Silber-Litthauer (1925/26)
Einhundert Jahre Königsberger Corpsstudententums (1928)

## Publications
- (dir.) Geoffrey Chaucer: The Pardoner's Prologue and Tale. A Critical Edition. Berlin: Felber; Heidelberg: Winter, 1902.
- (dir.) A Detailed Comparison of the Eight Manuscripts of Chaucer's Canterbury Tales. Londres: Kegan Paul, French, Trübner & Co., 1913.
- (dir.) Geoffrey Chaucer's Canterbury Tales: Nach dem Ellesmere Manuscript mit Lesarten, Anmerkungen, und einem Glossar. Heidelberg: Winter, 1915.
- Chaucers Belesenheit in den römischen Klassikern. Englische Studien 57 (1923), 8-84.
- (dir.) Geoffrey Chaucers Kleinere Dichtungen: nebst Einleitung, Lesarten, Anmerkungen und einem Wörterverzeichnis. Heidelberg: Winter, 1928.